# Atalaya hemiglauca

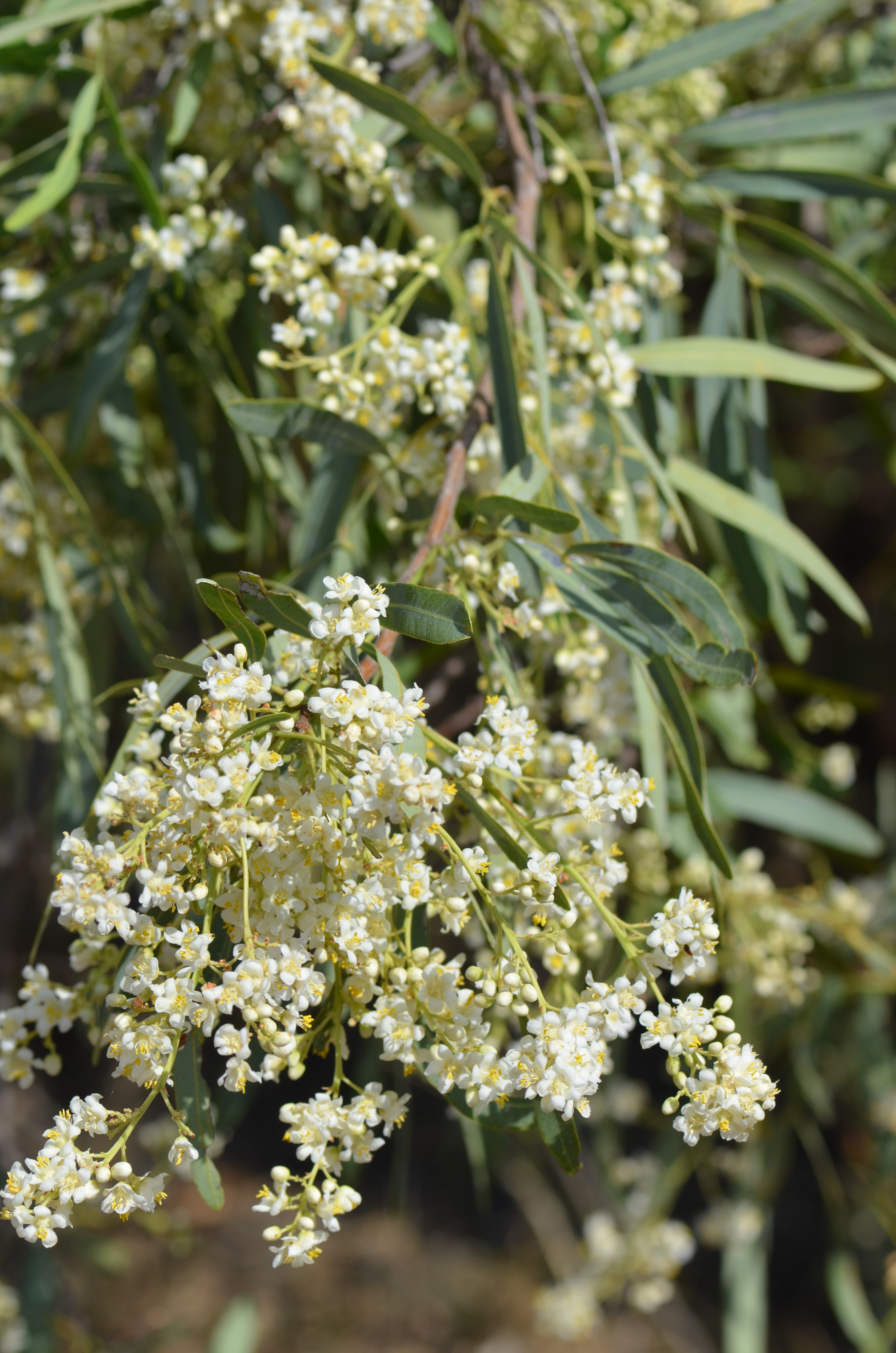

Atalaya hemiglauca är en kinesträdsväxtart som beskrevs av Ferdinand von Mueller och George Bentham. Atalaya hemiglauca ingår i släktet Atalaya och familjen kinesträdsväxter. Inga underarter finns listade i Catalogue of Life.